# ارل سنت جان
ارل سنت جان (انگلیسی: Earl St. John؛ ‏ ۱۴ ژوئن ۱۸۹۲ – ۲۶ فوریهٔ ۱۹۶۸) تهیه‌کننده فیلم اهل ایالات متحده آمریکا بود. وی بین سال‌های ۱۹۵۰ تا ۱۹۶۴ میلادی فعالیت می‌کرد.
از فیلم‌هایی که وی در آن‌ها نقش داشته‌است، می‌توان به یاقوت کبود، فری به هنگ کنگ، مرز شمال غربی، ۳۹ پله، نامش را با غرور حک کن، داستان دو شهر، جاده صاف‌کن، تنها شانس من، رانندگان جهنم، نبرد رود پلاته، شیشه پاک‌کن، تمساحی به نام دیزی، سیمبا، دکتر در دریا، یک حرکت صحیح، در دل امواج، مرد لحظه‌ها، مادامی که آن‌ها خوشحال هستند، به سوی پاریس با عشق، دشت ارغوانی، اسکناس یک میلیون پوندی، رومئو و ژولیت، ژنویو، دردسر در فروشگاه، ورق، اهمیت جدی بودن، ساخت بهشت، به دنبال یک ستاره، یک راسو برای خانم، توطئه قلب‌ها، نورمن در فضا، آوازه‌خوان نه آواز، در ضرب، تیارا تاهیتی، قصاب‌باشی و ۸۰٬۰۰۰ مظنون اشاره نمود.